# Paweł Pawlak (zawodnik MMA)
Paweł Pawlak (ur. 8 lutego 1989 w Łodzi) – polski zawodnik mieszanych sztuk walki (MMA). Walczył m.in. w Fighters Arena, PLMMA oraz FEN. W latach 2013–2015 związany z UFC. Były mistrz Babilon MMA w wadze średniej oraz aktualny mistrz KSW w tej samej wadze.

## Początki w sporcie
Pawlak mając 10 lat zaczynał uprawianie sportu od biegania, lekkoatletyki oraz uczęszczania na siłownię. Cztery lata później przerzucił się na sztuki walki.

## Kariera MMA

### Wczesna kariera
Karierę w zawodowym MMA rozpoczął 28 maja 2010 roku wygranym pojedynkiem z Tomaszem Krauze na gali Strefa Walk: Krysztofiak vs. Bandel.
3 września 2010 roku na gali Fighters Arena Łódź 1 stoczył swój drugi zawodowy pojedynek. Jego rywalem był Węgier, László Acs. Wygrał jednogłośną decyzją sędziów.
26 marca 2011 roku na gali Fighters Arena Łódź 2 wygrał z Litwinem, Matasem Stebuliauskasem.
29 września 2012 roku na trzeciej gali organizacji Figters Arena pokonał w drugiej rundzie przez techniczny nokaut Rosjanina, Szamila Iljasowa.
26 stycznia 2013 roku na Fighters Arena 5: Home znokautował już pierwszej rundzie Pawła Latało.
18 maja 2013 na gali PLMMA 17 Extra: Warmia Heroes w Olsztynie wygrał przez techniczny nokaut w drugiej rundzie z Arturem Piotrowskim.
12 października 2013 w walce wieczoru IV Gali Sportów Walki w Międzychodzie zwyciężył z Węgrem, László Soltészem.
9 listopada 2013 na gali MMA Fighters Club pokonał w trzeciej rundzie przez techniczny nokaut Mateusza Strzelczyka.

### UFC
13 grudnia 2013 poinformowano, że Pawlak podpisał kontrakt z największą organizacją MMA na świecie, Ultimate Fighting Championship.
W debiucie dla amerykańskiego giganta, podczas UFC Fight Night: Munoz vs. Mousasi przegrał swój pierwszy pojedynek w zawodowej karierze, w konfrontacji z Peterem Sobottą.
11 kwietnia 2015 podczas UFC Fight Night: Gonzaga vs. Cro Cop 2 pokonał Kanadyjczyka, Sheldona Westcotta.
Na wydarzeniu UFC Fight Night 72, które odbyło się 18 lipca 2015 zmierzył się z Leonem Edwardsem. Przegrał jednogłośną decyzją sędziów.
W październiku 2015 roku ogłoszono, że został zwolniony z UFC.

### FEN
2 kwietnia 2016 podczas Forum MMA- Międzynarodowego spotkania branży, na konferencji prasowej ogłoszono, że Pawlak podpisał kontrakt z federacją Fight Exclusive Night. Swoją pierwszą walkę dla FEN stoczył na gali FEN 12: Feel The Force, gdzie przegrał z Brazylijczykiem, Igorem Fernandesem przez jednogłośną decyzję sędziów.
11 marca 2017 podczas gali FEN 16: Warsaw Reloaded, wypunktował jednogłośnie Ireneusza Szydłowskiego.

### Babilon MMA
2 grudnia 2017 udanie zadebiutował w organizacji Tomasza Babilońskiego "Babilon MMA". W debiucie rozbił łokciami w drugiej rundzie Adama Niedźwiedzia podczas gali Babilon MMA 2: Kołecki vs. Orkowski.
Rok później w grudniu 2018 roku na Babilon MMA 6: Pawlak vs. Skibiński stoczył bój o mistrzostwo organizacji w wadze półśredniej, jednak uległ mistrzowi Danielowi Skibińskiemu na pełnym dystansie.
Drugą szansę na zdobycie mistrzowskiego trofeum, tym razem w wadze średniej, dostał na gali Babilon MMA 12: Pawlak vs. Błeszyński w lutym 2020 roku, jednak pojedynek z Adrianem Błeszyńskim zakończył się remisem. Do rewanżu doszło 27 listopada 2020 roku na Babilon MMA 18: Revenge. Tym razem zwycięzcą okazał się Paweł Pawlak i to on zdobył mistrzowski tytuł w wadze średniej.
Trzy gale później, podczas Babilon MMA 21: Pawlak vs. Guzev obronił swój tytuł mistrzowski, pokonując na pełnym dystansie zawodnika z Ukrainy, Siergieja Guzewa.

### KSW
6 sierpnia 2021 największa polska federacja, Konfrontacja Sztuk Walki poinformowała fanów w mediach społecznościowych o zakontraktowaniu Pawła Pawlaka. Tydzień później został ogłoszony pojedynek Pawlaka z Damianem Janikowskim na galę KSW 63: Crime of The Century, która odbyła się 4 września. Walkę zwyciężył jednogłośną decyzją sędziowską bardziej doświadczony „Plastinho”. Pojedynek nagrodzono bonusem za walkę wieczoru.
23 kwietnia 2022 w drugiej głównej walce wieczoru gali KSW 69: Przybysz vs. Martins skrzyżował rękawice z mistrzem Thunderstrike Fight League (TFL), Cezarym Kęsikiem. Walkę wygrał po trzech rundach niejednogłośną decyzją sędziów.
12 listopada 2022 na KSW 76: Parnasse vs. Rajewski początkowo miał zmierzyć się z Bartoszem Leśko, jednak ten musiał wycofać się z walki z powodu kontuzji ręki. Ostatecznie nowym rywalem Pawlaka został Anglik, Tom Breese. W pierwszej rundzie Pawlak wyprowadzając mocny łokieć sprowadził walkę do parteru, gdzie technicznie znokautował nieodpowiadającego na ciosy rywala. Przerwanie walki przez sędziego Gerda Richtera zostawiło kontrowersje, przez niejako nielegalny łokieć wyprowadzony przez Pawlaka w tył głowy Breese'a. Po tej sytuacji wściekły Anglik wyszedł z klatki i poszarpał się z pracownikami KSW. Po gali sztab Breese’a złożył protest, jednak międzynarodowa komisja sędziowska, w której skład weszli sędziowie na co dzień pracujący w innych organizacjach, zdecydowała utrzymać werdykt.  
Podczas gali XTB KSW 83: Colosseum 2, która odbyła się 3 czerwca 2023 na Stadionie Narodowym w Warszawie przystąpił do walki o pas mistrzowski wagi średniej, mierząc się ze zwycięzcą pierwszej edycji programu „Tylko jeden”, Tomaszem Romanowskim. Wygrał przez TKO w piątej rundzie, tym stając się nowym mistrzem KSW w wadze średniej.  
Do pierwszej obrony tytułu przystąpił podczas gali XTB KSW 89, która rozegrała się 16 grudnia 2023 w Arenie Gliwice. Jego przeciwnikiem został były mistrz wagi średniej, Michał Materla. Wszyscy sędziowie wskazali jednogłośnie na Pawlaka w stosunku 2 x 50-45 i raz 49-46.  
20 lipca 2024 w walce wieczoru gali XTB KSW 96: Pawlak vs. Janikowski 2 przystąpił do drugiej obrony mistrzowskiego pasa, tocząc rewanżowy pojedynek z Damianem Janikowskim. Ponownie pokonał rywala jednogłośnie na kartach punktowych, tym samym broniąc tytuł. Od razu po tym starciu do klatki wszedł Piotr Kuberski, który został zapowiedziany jako następny przeciwnik Pawlaka na jednej z przyszłych gal.   
Oczekiwano, że do klatki powróci 16 listopada 2024 w Gliwicach na jubileuszowej gali XTB KSW 100, jednak przez kontuzje kolana musiał wycofać się z walki.   

## Osiągnięcia

### Mieszane sztuki walki
- 2009: VI Liga Shooto – 2. miejsce, kat -83 kg, klasa C (Szczecinek)[52][53]
- 2020-2021: Mistrz Babilon MMA w wadze średniej[32]
- 2023: Mistrz KSW w wadze średniej[2]

### Brazylijskie jiu-jitsu
- Brązowy pas[54]

## Lista zawodowych walk w MMA
| Wynik     | Bilans | Przeciwnik (bilans przed walką) | Rozstrzygnięcie                                 | Runda | Czas | Rozgrywki                             | Data       | Miejsce              | Uwagi                                                                   |
| --------- | ------ | ------------------------------- | ----------------------------------------------- | ----- | ---- | ------------------------------------- | ---------- | -------------------- | ----------------------------------------------------------------------- |
| Wygrana   | 24-4-1 | Damian Janikowski (10-5)        | Decyzja (jednogłośna)                           | 5     | 5:00 | XTB KSW 96: Pawlak vs. Janikowski 2   | 20.07.2024 | Łódź                 | Obronił pas mistrzowski KSW w wadze średniej. Main Event                |
| Wygrana   | 23-4-1 | Michał Materla (33-9)           | Decyzja (jednogłośna)                           | 5     | 5:00 | XTB KSW 89: Bartosiński vs. Parnasse  | 16.12.2023 | Gliwice              | Obronił pas mistrzowski KSW w wadze średniej. Co-Main Event             |
| Wygrana   | 22-4-1 | Tomasz Romanowski (18-8. 1NC)   | TKO (ciosy pięściami w parterze)                | 5     | 3:25 | XTB KSW 83: Colosseum 2               | 03.06.2023 | Warszawa             | Zdobył pas mistrzowski KSW w wadze średniej.                            |
| Wygrana   | 21-4-1 | Tom Breese (15-3)               | TKO (cios łokciem i ciosy pięściami w parterze) | 1     | 3:54 | KSW 76: Parnasse vs. Rajewski         | 12.11.2022 | Grodzisk Mazowiecki  |                                                                         |
| Wygrana   | 20-4-1 | Cezary Kęsik (13-1)             | Decyzja (niejednogłośna)                        | 3     | 5:00 | KSW 69: Przybysz vs. Martins          | 23.04.2022 | Warszawa             | Co-Main Event                                                           |
| Wygrana   | 19-4-1 | Damian Janikowski (6-3)         | Decyzja (jednogłośna)                           | 3     | 5:00 | KSW 63: Crime of The Century          | 04.09.2021 | Warszawa             | Debiut w KSW. Bonus za walkę wieczoru. Co-Main Event                    |
| Wygrana   | 18-4-1 | Siergiej Guzew (20-3)           | Decyzja (jednogłośna)                           | 5     | 5:00 | Babilon MMA 21: Pawlak vs. Guzev      | 30.04.2021 | Warszawa             | Obronił pas mistrzowski Babilon MMA w wadze średniej. Main Event        |
| Wygrana   | 17-4-1 | Adrian Błeszyński (9-3-1)       | Decyzja (jednogłośna)                           | 5     | 5:00 | Babilon MMA 18: Revenge               | 27.11.2020 | Warszawa             | Zdobył pas mistrzowski Babilon MMA w wadze średniej. Main Event         |
| Wygrana   | 16-4-1 | Filip Tomczak (7-1)             | TKO (ciosy pięściami w parterze)                | 3     | 1:18 | Babilon MMA 14: Live in Studio        | 26.06.2020 | Radom                | Main Event                                                              |
| Remis     | 15-4-1 | Adrian Błeszyński (9-3)         | Remis (niejednogłośny)                          | 5     | 5:00 | Babilon MMA 12: Pawlak vs. Błeszyński | 07.02.2020 | Łomża                | Pojedynek o pas mistrzowski Babilon MMA w wadze średniej. Main Event    |
| Wygrana   | 15-4   | Jewgienij Bondar (8-1)          | Decyzja (niejednogłośna)                        | 3     | 5:00 | ACA 96                                | 08.06.2019 | Łódź                 | Debiut w ACA                                                            |
| Przegrana | 14-4   | Daniel Skibiński (12-5)         | Decyzja (jednogłośna)                           | 5     | 5:00 | Babilon MMA 6: Pawlak vs. Skibiński   | 15.12.2018 | Raszyn               | Pojedynek o pas mistrzowski Babilon MMA w wadze półśredniej. Main Event |
| Wygrana   | 14-3   | Rafał Lewoń (14-8)              | TKO (ciosy pięściami)                           | 3     | 1:26 | Babilon MMA 5: Skibiński vs. Melillo  | 18.08.2018 | Międzyzdroje         | Bonus za walkę wieczoru.                                                |
| Wygrana   | 13-3   | Adam Niedźwiedź (5-2)           | TKO (ciosy łokciem)                             | 2     | 4:37 | Babilon MMA 2: Kołecki vs. Orkowski   | 02.12.2017 | Legionowo            | Debiut w Babilon MMA.                                                   |
| Wygrana   | 12-3   | Ireneusz Szydłowski (5-1)       | Decyzja (jednogłośna)                           | 3     | 5:00 | FEN 16: Warsaw Reloaded               | 11.03.2017 | Warszawa             |                                                                         |
| Przegrana | 11-3   | Igor Fernandes (18-6)           | Decyzja (jednogłośna)                           | 3     | 5:00 | FEN 12: Feel The Force                | 20.05.2016 | Wrocław              | Debiut w FEN.                                                           |
| Przegrana | 11-2   | Leon Edwards (9-2)              | Decyzja (jednogłośna)                           | 3     | 5:00 | UFC Fight Night: Bisping vs. Leites   | 18.07.2015 | Glasgow              |                                                                         |
| Wygrana   | 11-1   | Sheldon Westcott (8-2-1)        | Decyzja (jednogłośna)                           | 3     | 5:00 | UFC Fight Night: Gonzaga vs Cro Cop 2 | 11.04.2015 | Kraków               |                                                                         |
| Przegrana | 10-1   | Peter Sobotta (13-4-1)          | Decyzja (jednogłośna)                           | 3     | 5:00 | UFC Fight Night: Munoz vs. Mousasi    | 31.05.2014 | Berlin               | Debiut w UFC.                                                           |
| Wygrana   | 10-0   | Mateusz Strzelczyk (6-2)        | TKO (ciosy łokciami)                            | 3     | 3:00 | MMA Fighters Club                     | 09.11.2013 | Inowrocław           |                                                                         |
| Wygrana   | 9-0    | László Soltész (20-8)           | TKO (poddanie przez narożnik)                   | 1     | 5:00 | IV Gala Sportów Walki w Międzychodzie | 12.10.2013 | Międzychód           | Main Event                                                              |
| Wygrana   | 8-0    | Szymon Nadobny (0-0)            | Poddanie (duszenie trójkątne nogami)            | 1     | 4:03 | ArMMAgedon 1                          | 07.09.2013 | Stargard Szczeciński |                                                                         |
| Wygrana   | 7-0    | Artur Piotrowski (4-0)          | TKO (ciosy pięściami)                           | 2     | 2:24 | PLMMA 17 Extra: Warmia Heroes         | 18.05.2013 | Olsztyn              | Debiut w PLMMA.                                                         |
| Wygrana   | 6-0    | Paweł Latało (1-1)              | TKO (ciosy łokciami)                            | 1     | 2:15 | Fighters Arena 5: Home                | 26.01.2013 | Kraśnik              |                                                                         |
| Wygrana   | 5-0    | Szamil Iljasow (4-1)            | TKO (ciosy łokciami)                            | 2     | 1:32 | Fighters Arena 3: Powrót              | 29.09.2012 | Łódź                 |                                                                         |
| Wygrana   | 4-0    | Adam Golonkiewicz (6-4)         | Poddanie (duszenie trójkątne nogami)            | 2     | 2:35 | XCage 4                               | 19.05.2012 | Toruń                |                                                                         |
| Wygrana   | 3-0    | Matas Stebuliauskas (1-1)       | TKO (niezdolność do walki)                      | 2     | 3:48 | Fighters Arena Łódź 2                 | 26.03.2011 | Łódź                 |                                                                         |
| Wygrana   | 2-0    | László Acs (0-0)                | Decyzja (jednogłośna)                           | 2     | 5:00 | Fighters Arena Łódź 1                 | 03.09.2010 | Łódź                 |                                                                         |
| Wygrana   | 1-0    | Tomasz Krauze (0-0)             | Poddanie (ciosy pięściami)                      | 1     | 1:19 | Strefa Walk: Krzysztofiak vs. Bandel  | 28.05.2010 | Poznań               |                                                                         |